# Elmir Guimarães Maia
Elmir Guimarães Maia foi um político brasileiro do estado de Minas Gerais. Atuou como deputado estadual em Minas Gerais na 3ª legislatura (1955-1959), como suplente e foi eleito para o mandato de 1959 a 1963 (4ª legislatura) na Assembleia Legislativa do Estado de Minas Gerais, pelo PR.

Morou um bom tempo em Rio Claro - SP